# 賈克·大地
賈克·大地（法語：Jacques Tati，法語：[tati]，1907年10月9日—1982年11月4日）是一位法國電影導演與演員，代表作為《我的舅舅》、和《遊戲時間》。一生僅拍了六部長片與三部短片。

## 生平
在學校時就對運動感到興趣，尤其是網球跟騎馬，1923年離開學校欲繼承父業從事繪畫裱框的工作，兵役結束前在倫敦實習時接觸到英式橄欖球。回巴黎時參加了半職業的球隊，還因此發現自己演喜劇的天份。1930年到1934年間，他開始從事默劇的表演，並在表演中加進運動的元素。隨後，不顧家人的反對，開始巡迴各地從事喜劇表演。1936年，參與編劇並且演出勒内·克莱芒的《小心左边》。1938年開始擔任導演的工作，一開始拍短片。1949年發行了首部劇情長片《節日》，1953年的也得到很高的評價，並且同時在票房上獲得成功。
隨後成立自己的影片公司Spectra Films。《我的舅舅》為賈克·大地第一部真正的彩色片，該片獲得第11屆坎城影展評審團特別獎與奧斯卡最佳外語片，將他的電影事業帶向高峰。卻因為接下來籌拍高成本的《遊戲時間》讓他的財務陷入困境，影片完成後雖然在世界各國造成極大的迴響，但終究沒能解除他經濟上的困窘，甚至需要賣屋還債。隨後的影片只能往電視台尋求資金。1974年，他的影片公司終於宣告破產。1977年，第2屆凱撒電影獎頒給他榮譽凱撒獎，期間他完成下一部影片《Confusion》的劇本，但拍攝日期一再往後延，1982年11月4日，因肺拴塞病逝於巴黎。

## 作品

### 導演
- 1935年：《快活的週日（法语：GaiGai Dimanche）》（Gai Dimanche；短片，與賈克·伯爾（法语：Jacques Berr）聯合執導）
- 1947年：《郵差學校》（L'École des facteurs；短片）
- 1949年：《節日（法语：Jour de fête (film)）》（Jour de fête）
- 1953年：（Les Vacances de monsieur Hulot）
- 1958年：《我的舅舅》（Mon Oncle）
- 1967年：《遊戲時間》（Play Time）
- 1971年：《車車車》（Trafic）
- 1974年：《遊行（法语：Trafic (film, 1971)）》（Parade）
- 1978年：《前進巴斯蒂亞》（Forza Bastia；短片）

### 演員
- 1932年 Oscar, champion de tennis
- 1934年 On demande une brute (短片)
- 1935年 Gai dimanche (短片)
- 1936年 注意你的左方 (Soigne ton gauche) (短片)
- 1938年 Retour à la terre (短片)
- 1946年 Sylvie et le fantôme
- 1947年 Le Diable au corps
- 1947年 郵差學校 (L'École des facteurs) (短片)
- 1949年 節日 (Jour de fête)
- 1953年 (Les Vacances de M. Hulot)
- 1958年 我的舅舅 (Mon Oncle)
- 1967年 夜間課程 (Cours du soir) (短片)
- 1967年 遊戲時間 (Play Time)
- 1971年 車車車 (Trafic)
- 1972年 Obraz uz obraz(電視節目)
- 1974年 遊行 (Parade)